# Verordnung über Anlagen zur Feuerbestattung
Die Verordnung über Anlagen zur Feuerbestattung (27. BImSchV) enthält immissionsschutzrechtliche Bestimmungen zur Luftreinhaltung beim Betrieb von Krematorien. Sie gilt nur für Anlagen zur Einäscherung des menschlichen Leichnams. Tierkrematorien werden von dieser Verordnung nicht erfasst.
Wesentliches Ziel der Verordnung ist es, den Austritt von Luftschadstoffen aus den Schornsteinen der Krematorien zu reduzieren. Um dies zu erreichen, schreibt sie verbindliche Emissionsgrenzwerte für Staub, Kohlenstoffmonoxid  und organische Stoffe sowie für Dioxine und Furane vor. Krematorien in Deutschland sind daher mit modernen Rauchgasreinigungsanlagen ausgerüstet. 
Darüber hinaus sieht die Verordnung regelmäßige Messungen und Überwachungspflichten vor.

## Quecksilber aus Krematorien
Bei der Einäscherung von Zahnplombenträgern verflüchtigt sich das in den Amalgamplomben enthaltene Quecksilber. Die Quecksilbermenge pro Leiche variiert stark: Der Massenanteil einzelner Amalgam-Füllungen beträgt in der Regel zwischen 0,1 und 1 g Quecksilber, in Einzelfällen bis zu 2 g.
Die Verordnung sieht keinen Grenzwert für Quecksilber vor, d. h. beim Bau und Betrieb von Krematorien sind grundsätzlich keine Quecksilberfilter vorgeschrieben, und ohne diese kann Quecksilber aus dem Schornstein in die Umgebungsluft gelangen.
Bei geplanten Neubauten wird daher von Umweltschutzverbänden, Bürgerinitiativen, Anwohnern, und weiteren Akteuren bisweilen die Sorge über eine erhöhte Quecksilberbelastung geäußert.
Das für die Verordnung zuständige Bundesumweltministerium sieht aus verschiedenen Gründen keine Notwendigkeit für einen Quecksilber-Grenzwert, unter anderem wegen einer zunehmenden Verwendung anderer Dentalwerkstoffe.
Sofern die Genehmigungsbehörde (in der Regel die Gemeinde) aufgrund der örtlichen Gegebenheiten gleichwohl den Einsatz von Quecksilberfiltern für erforderlich hält, kann sie jedoch solche Filter oder auch andere weitergehende Anforderungen für die Errichtung und den Betrieb von Krematorien vorschreiben (§ 13 der Verordnung).
Für eine Vielzahl kommunaler Krematorien werden solche Quecksilberfilter vorgeschrieben. Neben Flugstromverfahren mit verschiedenen Adsorbentien (z. B. Aktivkohle) werden Festbettfilter und Wäscher eingesetzt. Einfachere Abgasreinigungseinrichtungen, wie z. B. Gewebefilter, halten Quecksilber nicht zurück.